# Língua chelkan
Chelkan é uma língua Altaica setentrional falada pelos Chelkanos nos distritos de Turachakskiy e Choyskiy em Altaica no sul da Rússia. Chelkan foi considerado um dialeto da Altai, porém agora classificou e reconheceu como uma língua separada. De acordo com o recenseamento de 2010, cerca de 2.000 pessoas falam a língua.
O Chelkano foi documentado pela primeira vez na década de 1860 pela V.V. Radlov. Outros estudos da língua foram realizados durante o século XX. No entanto, a língua permaneceu como somente oral até o século XXI. O primeiro livro em Chelkano, um livro didático para crianças, foi publicado em 2004. Um dicionário também foi publicado.

## Escrita
O Chelkano usa o alfabeto cirílico completo com 5 letras adicionais.